# Yalu He
Yalu He (kinesiska: 雅鲁河) är ett vattendrag i Kina. Det ligger i den nordöstra delen av landet, 1 000 km nordost om huvudstaden Peking.